# OUR HOUSE
《OUR HOUSE》，為2016年4月17日起毎週日晚間9:00－9:54於富士電視台聯播網播出的連續劇。講述美國女子愛麗絲·謝波德閃婚後來到日本，與丈夫前妻留下的四個孩子共同生活的故事。

## 演員

### 伴家
伴櫻子：蘆田愛菜
伴家的長女，中學一年級學生。
愛麗絲·謝波德：夏綠蒂·凱特·福克斯
伴奏太的第二任妻子。
伴奏太：山本耕史
櫻子、光太郎、新太郎、桃子的父親。
伴光太郎：加藤清史郎。
伴家長男，中學三年級學生。
伴新太郎：寺田心。
伴家次男，小學二年級學生。
伴桃子：松田芹香
伴家次女，幼稚園大班學生。
赤尾琴音：松下由樹
奏太的姐姐。
赤尾拓真：高山善廣
琴音的丈夫。
伴蓉子：渡邊舞
奏太已故的妻子，樱子、光太郎、新太郎、桃子的母亲。
三上丈治：塚本高史
蓉子的弟弟。
伴奏一郎：橋爪功
樱子的祖父。

### 其他
- 鏡准一：犬飼貴丈
- 大川多美：西本まりん
- 早川南：藤本泉（日语：藤本泉 (タレント)）
- 須磨省吾：濱田龍臣
- 須磨百合子：矢田亞希子
- 三浦和美：岡田奈奈
- 星野葵：渡邊舞（日语：渡辺舞）

### 客串

#### 第四話
- 仁科栞：前田亞季
- 仁科龍治：五十嵐陽向（日语：五十嵐陽向）
- 仁科清：矢部健司（日语：やべけんじ）

#### 第七話
- 貴子：美保純（日语：美保純）
- 愛麗絲的父親：伊恩·摩爾（日语：イアン・ムーア）

#### 第八話
- 田邊琢磨：本宮泰風（日语：本宮泰風）

## 幕後班底
- 劇本 - 野島伸司
- 音樂 - 橋本慎
- 主題曲 - Off Course「愛を止めないで」[1]（日本環球音樂）
- 監製 - 太田大、高田雄貴
- 演出 - 永山耕三、澤田鎌作、加藤裕将

## 播出日程
| 各集                                                    | 播出日期 | 標題 | 中文標題                                 | 導演     | 收視率 |
| ------------------------------------------------------- | -------- | ---- | ---------------------------------------- | -------- | ------ |
| 第一話                                                  | 4月17日  |      | 獨攬大權的長女和新美國媽媽在一個屋簷下！ | 永山耕三 | 4.8%   |
| 第二話                                                  | 4月24日  |      | 想見媽媽！ 哭泣的淚水...拯救失學的次子！ | 永山耕三 | 5.0%   |
| 第三話                                                  | 5月01日  |      | 不能告訴任何人...！桃花長子的秘密之戀    | 加藤裕将 | 4.0%   |
| 第四話                                                  | 5月08日  |      | 告別我心愛的兒子啊 孤獨的父親眼淚        | 加藤裕将 | 3.8%   |
| 第五話                                                  | 5月15日  |      | 母親去世的真相                           | 澤田鎌作 | 5.4%   |
| 第六話                                                  | 5月22日  |      | 瘋狂初戀之日                             | 澤田鎌作 | 6.1%   |
| 第七話                                                  | 5月29日  |      | 再見，愛麗絲                             | 野田悠介 | 4.2%   |
| 第八話                                                  | 6月05日  |      | 生還的媽媽                               | 加藤裕将 | 3.9%   |
| 第九話                                                  | 6月12日  |      | 今晚奇蹟的最終回！ 孤獨的新娘            | 永山耕三 | 3.3%   |
| 平均收視率4.51%（收視率由Video Research於關東地區統計） |          |      |                                          |          |        |

## 外部連結
- 官方網站（页面存档备份，存于）

1. ↑  . マイナビニュース. マイナビ. 2016-03-30  [2016-04-05]. （原始内容存档于2016-04-01）.